# Anthony Das Pilli
Anthony Das Pilli (Donakonda, 24 de agosto de 1973) é um prelado indiano da Igreja Católica, desde 2024 é o bispo coadjutor da Diocese de Nellore.

## Biografia
Depois de frequentar o Seminário Menor de St. John em Nellore, ele estudou filosofia no Seminário Regional de St. John em Visakhapatnam e teologia no Seminário Regional de St. John em Hyderabad. Recebeu a ordenação episcopal em 24 de abril de 2000 pela Diocese de Nellore.
Exerceu os cargos de vice-secretário do Bispo de Nellore (2000-2002); assistente do pároco de Komarole (2002-2003); pároco de Gudlur (2004-2007); pároco de Chinthareddypalem (2007-2008); licenciatura e doutorado em teologia dogmática pela Pontifícia Universidade Urbaniana de Roma (2008-2014); reitor do Seminário Menor de St. John em Nellore e pároco de Sunnapubatti (2014-2016). Desde 2017 até sua nomeação episcopal, foi professor de Teologia Dogmática e formador no Seminário Regional de St. John em Hyderabad.
Foi nomeado pelo Papa Francisco em 9 de novembro de 2024 como bispo coadjutor da Diocese de Nellore. Recebeu a ordenação episcopal em 9 de janeiro de 2025, nos Jardins do St. Joseph's English Medium High School em Nellore, do cardeal arcebispo de Hyderabad, Anthony Poola, coadjuvado por Doraboina Moses Prakasam, bispo diocesano de Nellore e por Bhagyaiah Chinnabathini, bispo de Guntur.